# Улица Казнодзейская
Улица Казнодзейская (пол. Ulica Kaznodziejska) — одна из самых коротких, длина около 80 м, улиц Вроцлава, проходит в историческом районе Старый город. Соединяет улицу Бискупя с улицей Лацярской.

## История
Древний путь с городского рынка в Олавское предместье. 
Указана на старейшем из известных планов Вроцлава (1562).
Как «Аллея проповедников» («Аллея проповедника») упоминается в 1733 году в описании Вроцлава, выполненном Даниэлем Гомольке, название, связанное с ректоратом Собора Святой Марии Магдалины, который располагался на этой улице.
Застройка улицы была полностью разрушена в конце Второй мировой войны (весна 1945 года). При восстановлении в 1960-е годы улица была продлена ещё на 50 м в сторону улицы Кравецкой, но в 1990-е годы на этом участке был построен новый дом, и улица возвратилась к прежней протяжённости.